# Chocolate Puma
Chocolate Puma is een housemuziekgroep uit Haarlem. Het duo bestaat uit Gaston Steenkist (DJ Dobre) (1972) en René ter Horst (DJ Zki) (1961). De werkwijze van het duo kenmerkt zich door het werken met een grote hoeveelheid verschillende namen. De bekendste hits van het duo zijn Give it up (The Good Men), Vallée de larmes (René et Gaston), Movin' thru your system (Jark Prongo), I wanna be U en Who do you love now? (Stringer) (Riva). Daarnaast gebruikt het de namen Mechanical Soul Saloon, Basco, DJ Manta, DJ Zki & Dobre, Fresh Tunes, Glenn Masters,  Rhythmkillaz, Stainless en Tomba Vira.

## Geschiedenis
René en Gaston kwamen elkaar tegen in 1992 bij een Zandvoorts radiostation. Zij maakten samen een jingle voor het radiostation waar René voor werkte. Ze richtten samen het label Fresh Fruit Records op. Daarna maakten ze het nummer Give It Up, waarmee ze een internationale hit scoorden.
Het was het begin van een hele rij aan hits. Onder de naam Klatsch! maakten ze Oh Boy! (1993) en God save the queer (1994). Als René et Gaston maakten ze Vallee des Larmes (1993). Ook maakten ze een remix van de houseplaat Lets get closer baby (1995) van F-Action, een project van Ramon Zenker (Hardfloor). Ook werden nieuwe labels opgericht zoals JP Records en Pssst Music. God save the queer werd in 1995 ook gesampled door de Britse groep E'Voke voor hun hit Runaway.
In de late jaren negentig begaf het duo zich ook op het pad van de Big Beat met het project Basco. Hiervan verschenen enkele singles en het album High involvement. Een ander project dat in deze jaren veel aandacht kreeg, was Jark Prongo. In 1998 hadden ze daarmee een hit in Groot-Brittannië met Thru you system. Het nummer Sweet little thing werd door het gebruik in een reclame ook een klein hitje in de Nederlandse Top 100. Ook voor Jark Prongo werd een album gemaakt.
In het jaar 2001 volgden nog twee successen. Als Chocolate Puma behaalde het duo een nummer 6-hit in Groot-Brittannië met I Wanna Be U. Minder zichtbaar was dat ze ook achter het project Riva zaten. Begin 2001 brachten ze de tranceplaat Stringer uit. Dit nummer werd bewerkt tot een vocale versie met zang van Dannii Minogue. Dat bleek een gouden greep, want daarmee wist het nummer een hit te worden in de slipstream van zus Kylie Minogue, die op dat moment een monsterhit had met I Can't Get You Out of My Head. Een jaar later volgde Time is the healer.  In 2006 had Chocolate Puma weer een hitje met Always & Forever.
In de zomer van 2014 bereikten René et Gaston wederom de hitlijsten met het nummer Step back. Dit in samenwerking met rapper Kris Kiss. Later dat jaar maakten ze ook het nummer I Can't Understand met Firebeatz.

## Trivia
- In 1995 heeft Simply Red een sample van Give It Up voor Fairground gebruikt, het nummer haalde ook een zesde plaats in de Nederlandse Top 40 en werd een nummer 1-hit in Groot-Brittannië.
- Gaston Steenkist is de ontdekker van Laidback Luke. In 1994 kreeg hij een demotape van Luke en hielp hem vervolgens aan een platencontract.[1]
- Ter Horst is ook een van de mannen achter de houseklassieker Windows (1991) van Sil samen met Olav Basoski.
- Sinds 1994 wordt er elke week door Radio 538 een Dancesmash gekozen. Chocolate Puma is een van de weinige acts die (in dezelfde bezetting) in drie verschillende decennia minstens één Dancesmash heeft gescoord.

## Discografie

### Singles
| Single met eventuele hitnotering(en) in de Nederlandse Top 40 | Datum van verschijnen | Datum van binnenkomst | Hoogste positie | Aantal weken | Opmerkingen                                                                           |
| ------------------------------------------------------------- | --------------------- | --------------------- | --------------- | ------------ | ------------------------------------------------------------------------------------- |
| Give It Up                                                    | 1993                  | 27-03-1993            | 6               | 13           | als The Good Men / Nr. 6 in de Single Top 100 / Alarmschijf                           |
| Oh Boy!                                                       | 1993                  | 07-08-1993            | 13              | 6            | als Klatsch! / Nr. 25 in de Single Top 100                                            |
| Vallée de Larmes                                              | 1993                  | 13-11-1993            | tip13           | -            | als René et Gaston / Nr. 41 in de Single Top 100                                      |
| God Save the Queer                                            | 1994                  | 28-05-1994            | tip14           | -            | als Klatsch! / Nr. 42 in de Single Top 100 / Dancesmash op Radio 538                  |
| Damn Woman                                                    | 1994                  | -                     |                 |              | als The Good Men / Nr. 36 in de Single Top 100                                        |
| Let's Get Closer Baby                                         | 1995                  | 08-04-1995            | tip5            | -            | als F-Action                                                                          |
| Sweet Little Thing                                            | 2001                  | 24-02-2001            | tip13           | -            | als Jark Prongo / Nr. 87 in de Single Top 100                                         |
| I Wanna Be U                                                  | 2001                  | 31-03-2001            | tip8            | -            | Nr. 65 in de Single Top 100                                                           |
| Who Do You Love Now? (Stringer)                               | 2001                  | 22-12-2001            | 19              | 7            | als Riva / met Dannii Minogue / Nr. 26 in de Single Top 100 / Dancesmash op Radio 538 |
| Time Is the Healer                                            | 2002                  | -                     |                 |              | als Riva / Nr. 70 in de Single Top 100                                                |
| Always & Forever                                              | 2006                  | 02-09-2006            | tip8            | -            | Nr. 33 in de Single Top 100                                                           |
| Touch Me                                                      | 2008                  | -                     |                 |              | met Bingo Players / Nr. 73 in de Single Top 100                                       |
| Step Back                                                     | 2014                  | 21-06-2014            | 30              | 4            | met Kris Kiss / Nr. 48 in de Single Top 100                                           |
| I Can't Understand                                            | 2014                  | 13-12-2014            | tip7            | -            | met Firebeatz                                                                         |